# Liste de coalition communale
Aux élections communales en Belgique, qui se déroulent tous les six ans suivant le scrutin proportionnel avec vote préférentiel, le type de listes varie d'une commune à l'autre.
Bien souvent, des listes correspondant aux différents partis politiques sont présentées. Mais pour bénéficier des avantages du système électoral (Méthode Imperiali (nl)), qui privilégie des listes pesant électoralement plus lourd, des listes de cartel électoral entre plusieurs partis, peuvent être mis sur pied. Elles peuvent être nommées Liste du bourgmestre (ou de la bourgmestre) ou Intérêts communaux lorsqu'elles sont menées par le mandataire sortant. Ces dernières regroupent généralement un ou plusieurs partis et des candidats indépendants, et ne durent souvent que le temps d'une législature. 
Souvent, dans la Région de Bruxelles-Capitale, les listes du bourgmestre rassemblent des candidats des deux communautés linguistiques.